# Novajidrány vasútállomás
Novajidrány vasútállomás egy Borsod-Abaúj-Zemplén vármegyei vasútállomás, Novajidrány településen, a MÁV üzemeltetésében, közvetlenül az M30-as autópálya szomszédságában, a falu északi végén. A második világháború előtt a vasútállomás a szomszédos Garadna település nevét viselte, ugyanis Novajidrány csak 1936-ban jött létre Alsónovaj, Felsőnovaj, és Idrány egyedítésével. A település belterületének észak-északnyugati szélén helyezkedik el, közel a 3-as főút és a 3724-es út szétágazásához; közúti elérését csak önkormányzati utak biztosítják. Háromvágányos állomás, az első és a második vágány egy középperonról érhető el, az első vágány a kitérő, amennyiben vonatkereszteket bonyolítanak le. A harmadik vágány félreesőbb, azon jellemzően tehervonatok szoktak várakozni továbbhaladásra.
Fontos átszállási pont a környező települések számára, érinti ugyanis a 3819-es számú Encs-Novajidrány-Pusztaradvány-Hernádpetri és a 3821-es számú Encs-Novajidrány-Vizsoly-Korlát-Regéc autóbuszjárat.

## Vasútvonalak
Az állomást az alábbi vasútvonalak érintik:
- Felsőzsolca–Hidasnémeti-vasútvonal

## Kapcsolódó állomások
A vasútállomáshoz az alábbi állomások vannak a legközelebb:
- Méra megállóhely (Miskolc-Tiszai vasútállomás, Felsőzsolca–Hidasnémeti-vasútvonal)
- Hernádszurdok megállóhely (Hidasnémeti vasútállomás, Felsőzsolca–Hidasnémeti-vasútvonal)

Korábban észak felé Hernádvécse megállóhelye volt a következő megálló, azonban a vasútvonal 1997-es villamosításakor ezt megszüntették.

## Forgalom
| Járat                       | Útvonal | Gyakoriság |
| --------------------------- | --- | ---------- |
| személyvonat                | Miskolc-Tiszai – Felsőzsolca – Onga – Szikszó-Vásártér – Szikszó – Aszaló – Halmaj – Csobád – Ináncs – Forró-Encs – Méra – Novajidrány – Hernádszurdok – Hidasnémeti | 2 óránként |
| Hernád nemzetközi InterCity | Budapest-Keleti – Mezőkövesd – Miskolc-Tiszai – Szikszó-Vásártér – Halmaj – Ináncs – Forró-Encs – Novajidrány – Hidasnémeti – Košice (Kassa)                         | 2 óránként |